# Kultura w Sopocie

## Teatry
- Scena Kameralna Teatru Wybrzeże

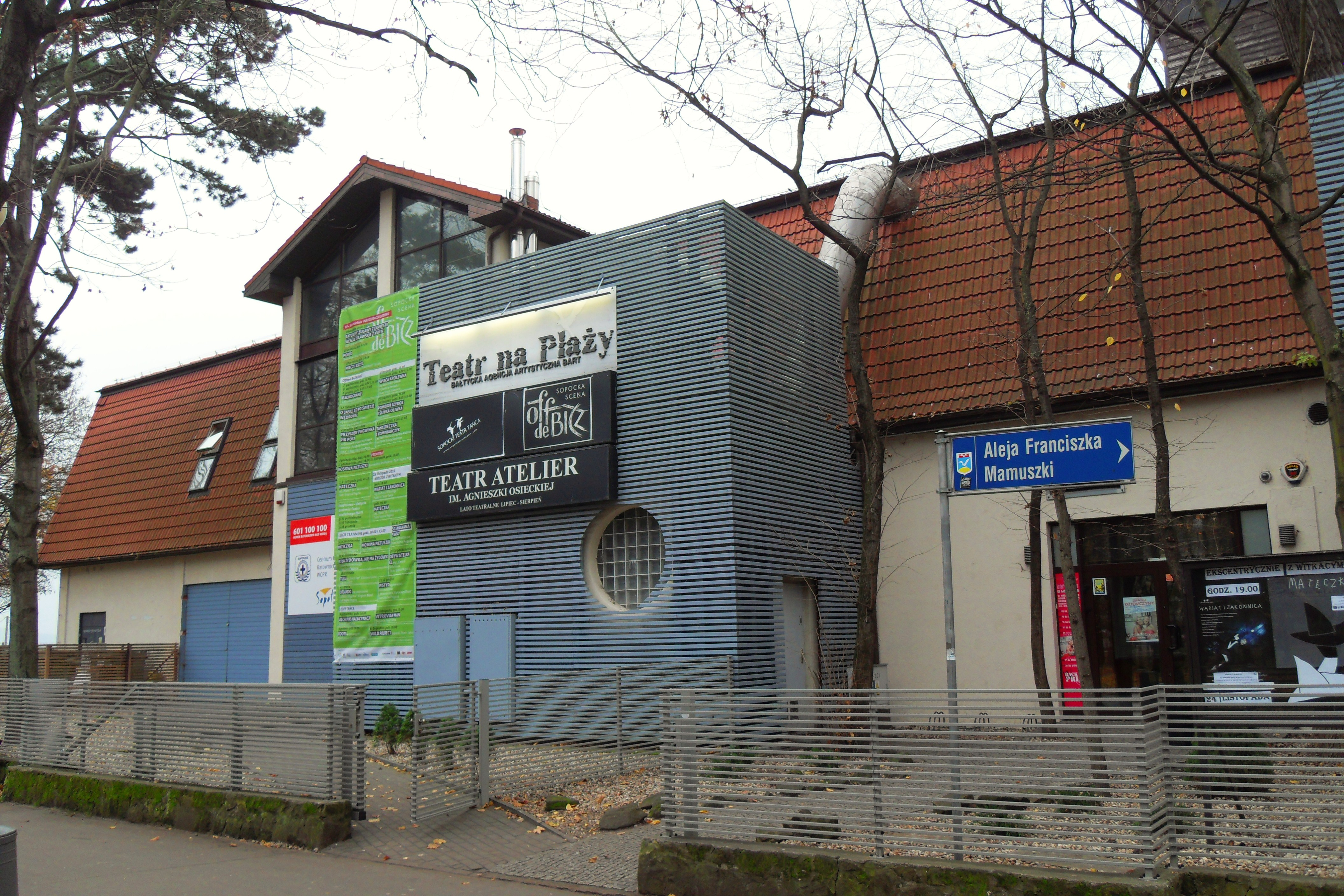
Teatr na Plaży w Sopocie

Dworek Sierakowskich w Sopocie

- Teatr na Plaży (scena impresaryjna, poprzednio Teatr Atelier im. Agnieszki Osieckiej i Sopocka Scena Off de Bicz)
  - Sopocki Teatr Tańca – grupa artystyczna prezentująca się na scenie Teatru na Plaży
- Fundacja Teatru Boto – grupa artystyczna, w lecie działa scena letnia tej grupy teatralnej w Dworku Sierakowskich. Obecnie posiadają stałą siedzibę, gdzie odbywają się wernisaże, koncerty i przedstawienia teatralne.
- Teatr Patrz Mi Na Usta – grupa artystyczna, której siedzibą jest Willa FSC (Fundacja Sopot Centralny), ul. Winieckiego 53a
- Teatr przy Stole (czytanie performatywne w Bibliotece Sopockiej, głównie przez aktorów Teatru Wybrzeże)

## Filharmonia
- Polska Filharmonia Kameralna Sopot

## Kina
- Multikino Sopot (od 2009)
- DKF Kurort (od 2005, klub dyskusyjny, projekcje odbywają się aktualnie w Teatrze Boto)
- Kino Polonia (w 2009 roku podjęto decyzję o likwidacji kina, budynek kina przebudowano)

## Galerie i muzea

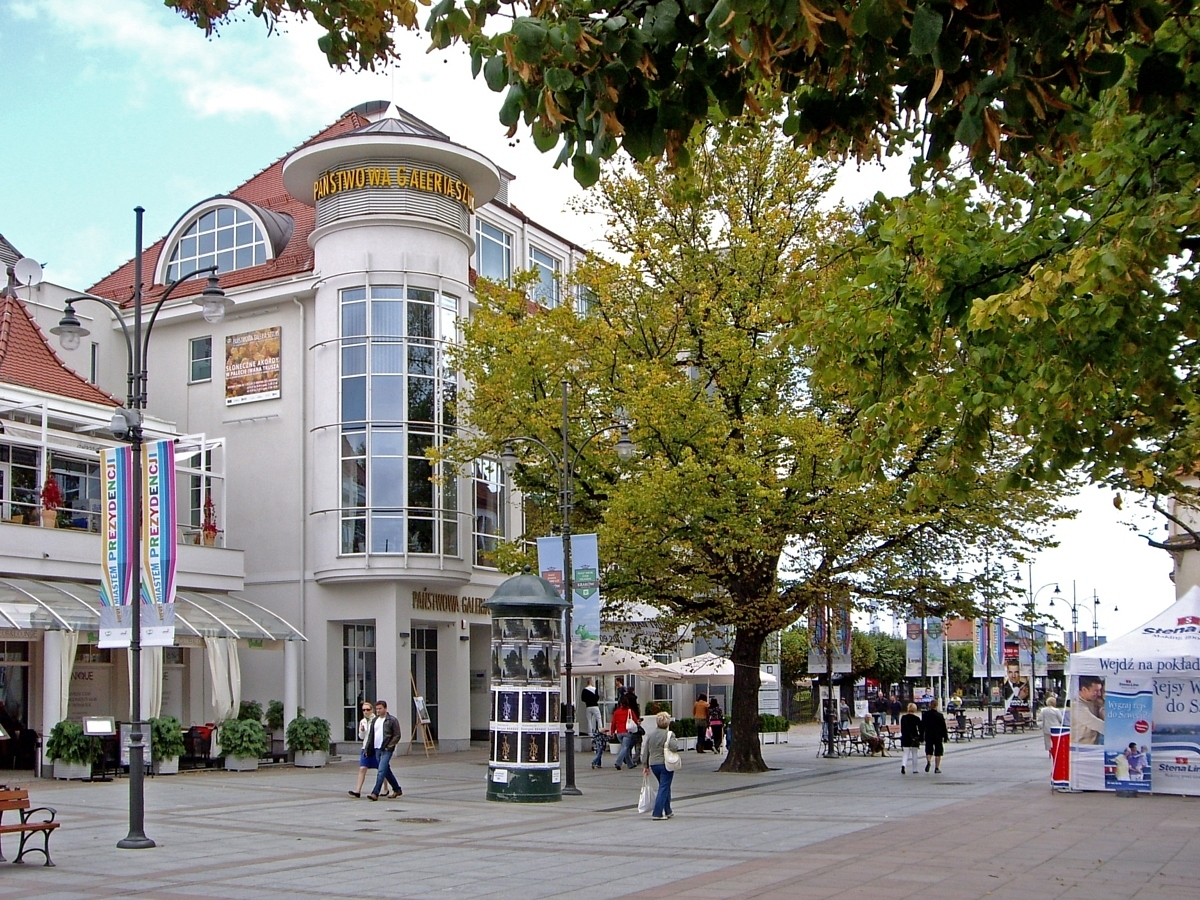
Państwowa Galeria Sztuki

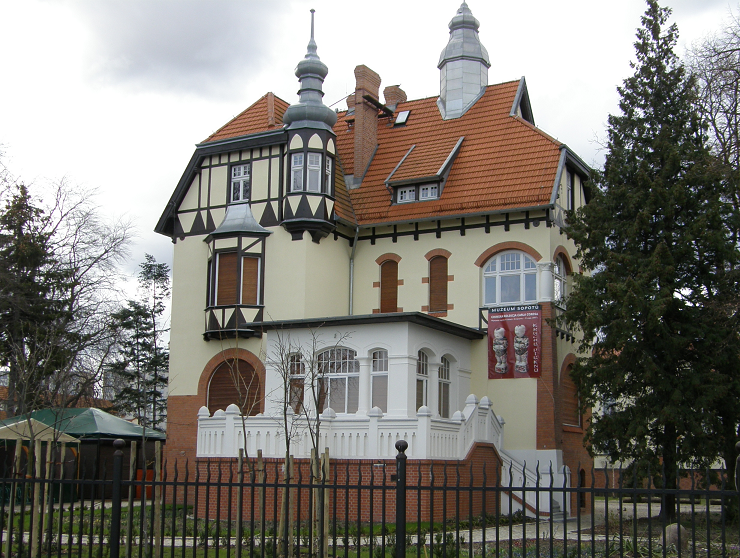
Muzeum Sopotu, wcześniej rezydencja władz partyjno-rządowych PRL (1945–1983)

- Państwowa Galeria Sztuki
- Muzeum Sopotu
- Grodzisko Skansen Archeologiczny

## Inne instytucje kultury
- MCKA Zatoka Sztuki (strefa artystyczna umożliwiająca organizację wernisaży, wystaw, koncertów lub spektakli)[1]
- Towarzystwo Przyjaciół Sopotu (klasycystyczny Dworek Sierakowskich z XVIII w.; od 1974)
- Spółdzielnia Socjalna Dwie Zmiany
- Fundacja Wspierania Inicjatyw Muzycznych i Artystycznych Ramtamtam

## Biblioteki
- Miejska Biblioteka Publiczna im. Józefa Wybickiego w Sopocie

## Imprezy cykliczne
Lista cyklicznych imprez kultury odbywających się w Sopocie:
Teatr i pokrewne:
- Festiwal Teatru Polskiego Radia i Telewizji Polskiej Dwa Teatry, którego organizatorem jest Polskie Radio i Telewizja Polska (odbywa się od 2001)
- Festiwal Between-Pomiedzy – międzynarodowy festiwal poświęcony związkom teatru i literatury
- Festiwal Non-Fiction – rezydencja artystyczna i festiwal teatru dokumentalnego
- Przeglądzie teatralny Masska, Na Drodze Ekspresji – przegląd grup teatralnych tworzonych przez osoby niepełnosprawne.
- Teatr Na Nowe Czasy – przegląd teatrów poszukujących nowych form wyrazu. Najczęściej są to pierwsze prezentacje w Trójmieście.

Film:
- Sopot Film Festival – międzynarodowy festiwal filmowy (odbywa się od 2001)
- HumanDoc Film Festival – międzynarodowy festiwal filmów dokumentalnych

Literatura:
- Międzynarodowy Festiwal Literacki Sopot
- Festiwal Poezji w Sopocie (co dwa lata, współorganizowany przez Topos)

Muzyka poważna i pokrewne:
- Międzynarodowy Festiwal Chóralny Mundus Cantat Sopot odbywający się od 2005 roku w maju
- Sopot Jazz Festival
- Festiwal Sopot Classic (letni festiwal muzyki poważnej)
- Open Source Art – Festiwal muzyki elektronicznej i eksperymentalnej

Muzyka popularna:
- H&M Loves Music – cykl letnich koncertów w sopockiej Zatoce Sztuki
- Festiwal piosenki w Sopocie
  - Festiwal Jedynki, którego organizatorem był TVP1 (od 2007 impreza nie odbywa się)
  - Sopot Hit Festiwal, którego organizatorami byli TVP2 i Radio Eska (odbył się tylko w 2008 i 2009)
  - Międzynarodowy Festiwal Piosenki w Sopocie – Sopot Festival (w związku z trwającym remontem Opery Leśnej od 2010 roku nie odbywa się), ponownie od 2012
  - TOPtrendy, którego organizatorem jest telewizja Polsat

Sztuka
- Festiwal Artloop – międzynarodowy interdyscyplinarny festiwal sztuk wizualnych, designu i muzyki
- Fringe Festival – Festiwale Fringe z założenia szukają czegoś innego niż komercyjna popkultura, ale także czegoś innego niż tak zwana „sztuka wysoka”, prezentowana na standardowej scenie kulturalnej. Pierwsza edycja odbyła się 13 sierpnia 2011 w przestrzeni miasta Sopot.Rzeźba Echo na rondzie przy ulicy Bitwy pod Płowcami

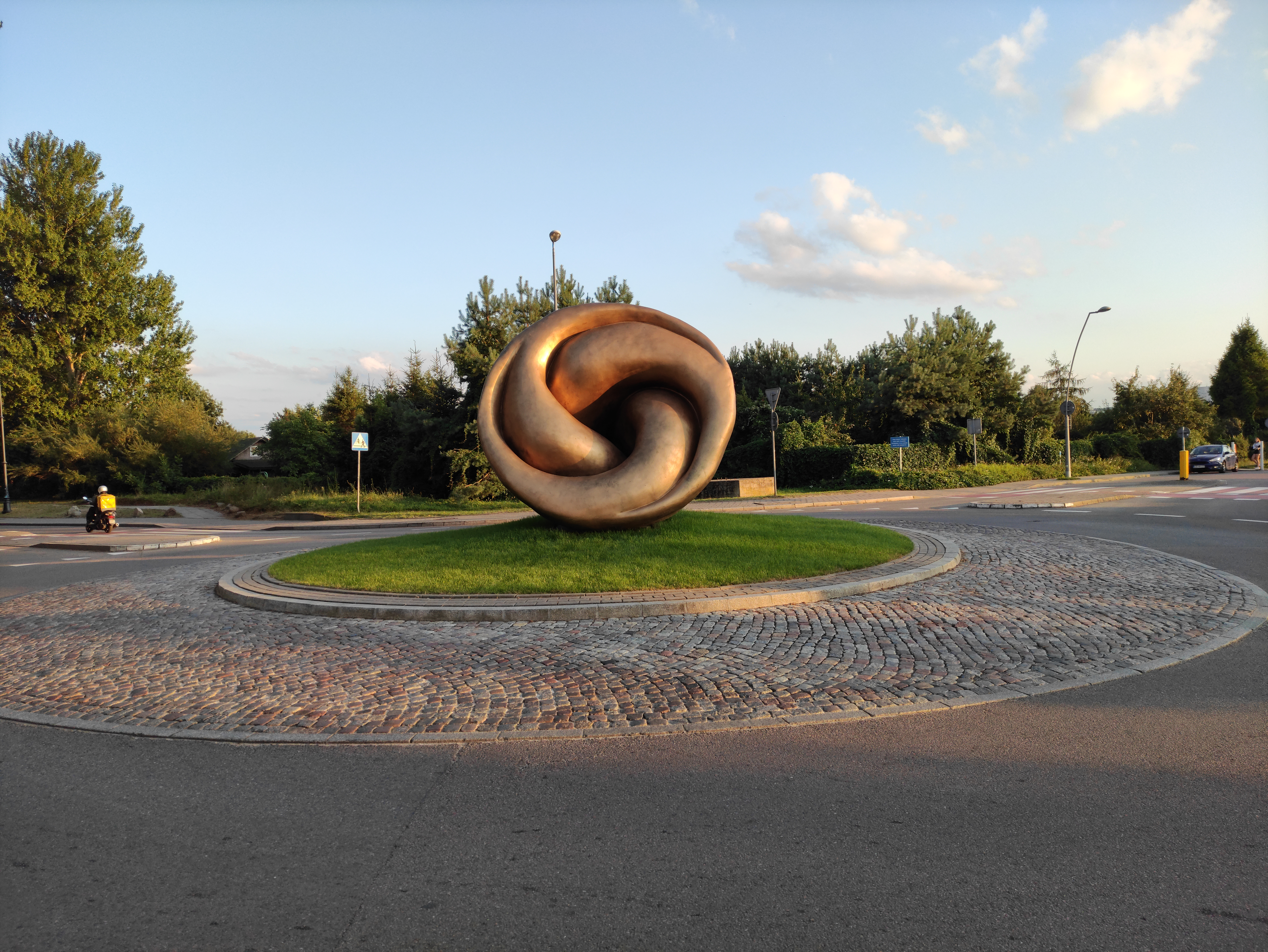
Rzeźba Echo na rondzie przy ulicy Bitwy pod Płowcami

## Wyróżnienia
- Sopocka Muza – wyróżnienie przyznawane przez prezydenta Sopotu osobom zasłużonym zarówno na polu kultury i sztuki jak i na polu nauki. Ponadto jedna z kategorii tej nagrody to wyróżnienia dla młodych twórców.

## Budżety wybranych instytucji kulturalnych
| Instytucja                        | Dotacje do budżetu (w mln zł) |
| --------------------------------- | ----------------------------- |
| Państwowa Galeria Sztuki          | 2,9                           |
| Bałtycka Agencja Artystyczna BART | 2,4                           |
| Polska Filharmonia Kameralna      | 1,5                           |
| Literacki Sopot                   | 0,3                           |
| Teatr na Plaży                    | 0,25                          |